# Château de Mauprévoir
Le château de Mauprévoir est situé à Mauprévoir dans la Vienne (France).

## L'histoire
Les origines des premiers bâtiments demeurent obscures mais il est certain que dès le XIIe siècle un premier bâtiment assure le contrôle et la protection de la route de Charroux, puisqu'en 1179, le seigneur de Mauprévoir Audebert Vignier, et sa femme Flandrine, font don d’un prébendier de froment de leurs terres, à la communauté du prieuré de Montazais (paroisse de Savigné). 
Jusqu'au XIIIe siècle, les terres et le bourg de Mauprévoir relèvent des seigneurs de Lusignan. Plusieurs seigneurs se sont succédé ensuite (parfois conjointement avec les religieux de l'abbaye de Charroux) : Bernard de Mons, Josselin de Lezay, Pons de Mortagne, Jean de La Personne, Jean de Mons, Jean de Clermont, Bricet de Saint-Cire...
L’ensemble des bâtiments et des terres passent ensuite dans les biens des religieux qui firent vraisemblablement édifier au XVe siècle les bâtiments subsistants encore aujourd’hui comme le prouvent les armes sculptées de l’abbé Jean Chaperon (1444-1477) enchâssées dans le châtelet d’entrée .
La construction est remaniée à la fin du XVIIe siècle, perdant son aspect défensif et devenant principalement une habitation.
La famille Lesire Labrousse en fait l'acquisition à la fin du XVIIIe siècle. L'héritier, Jean-Zacharie Lesire Labrousse (1813-1882) épouse à Pressac le 2 décembre 1845  Marie-Agathe Pastoureau de La Braudière (1815-1847).

Blason de la famille Lesire Labrousse.

## L'architecture
Cette petite forteresse se compose d’un logis comportant trois tours, d’un châtelet et de communs organisés autour d'une vaste cour.
Au XVe siècle, les nouveaux bâtiments sont entourés de douves en eau et le châtelet possède un pont-levis permettant d'accéder à la cour ceinte de murs. Édifice défensif, le château abritait un corps de garde et permettait de surveiller la route de Charroux empruntée par les commerçants et les pèlerins, ainsi que les accès aux propriétés de l’abbaye de Charroux.

## Protection
Le château est partiellement inscrit Monument historique : Le châtelet d'entrée du château en totalité, figurant au cadastre section B, parcelle n°136 : inscription par arrêté du 7 juin 2018.